# Aunay-sur-Odon
Aunay-sur-Odon is een plaats en voormalige gemeente in het Franse departement Calvados in de regio Normandië en telt 2902 inwoners (1999), die Aunais worden genoemd. De plaats maakt deel uit van het arrondissement Vire.
De gemeente fuseerde op 1 januari 2017 met Bauquay, Campandré-Valcongrain, Danvou-la-Ferrière, Ondefontaine, Le Plessis-Grimoult en Roucamps tot de commune nouvelle Les Monts d'Aunay, waarvan Aunay-sur-Odon de hoofdplaats werd.

## Geografie
De oppervlakte van Aunay-sur-Odon bedraagt 12,7 km², de bevolkingsdichtheid is 228,5 inwoners per km².
De onderstaande kaart toont de ligging van Aunay-sur-Odon met de belangrijkste infrastructuur en aangrenzende gemeenten.

## Demografie
Onderstaande figuur toont het verloop van het inwonertal (bron: INSEE-tellingen).

Vanwege een beveiligingsprobleem met de MediaWiki Graph-software is het momenteel niet mogelijk deze grafiek weer te geven. Zodra de software is bijgewerkt zal de grafiek vanzelf weer zichtbaar worden.

## Geboren
- Anaïs Bescond (1987), biatlete

Aunay-sur-Odon · Bauquay · Campandré · Danvou-la-Ferrière · Ondefontaine · Le Plessis-Grimoult · Roucamps · Valcongrain